# 6467 Prilepina
6467 Prilepina este un asteroid din centura principală de asteroizi.

## Descriere
6467 Prilepina este un asteroid din centura principală de asteroizi. A fost descoperit pe 14 octombrie 1979 la Observatorul de Astrofizică din Crimeea de Nikolai Cernîh. El prezintă o orbită caracterizată de o semiaxă mare de 2,66 ua, o excentricitate de 0,11 și o înclinație de 4,6° în raport cu ecliptica.